# 蔡育瑜
蔡育瑜（英語：Choi York Yee，1953年6月21日—），綽號「菜肉魚」，人稱「大哥瑜」，香港體通天下足球評述員，被稱為知名曼聯球迷，前香港足球員，司職中堅。

## 足球評述員生涯
蔡育瑜早年就讀堅道英文書院，曾在香港無綫電視擔當足球評述員近二十年，並常與林尚義及鍾志光合作，至近年他和最佳拍檔曾偉忠轉投至now寬頻電視。2014年，他更獲邀到加拿大為新時代電視旁述八場世界盃賽事，2016年，蔡育瑜轉投樂視體育。及後於樂視倒閉後轉投體通天下。

## 足球員生涯
蔡育瑜於1973年起以正選身份效力南華，當時與梁兆華合作，二人同擔任中堅位置。他與駱德輝、梁兆華、陳世九組成後防線，配合門將仇志強，令當年的南華成為香港聯賽球會中防守力最強的隊伍之一。1978年蔡育瑜曾轉投愉園，兩年後，1980年再次「上山」重返南華。1983年轉會精工，1984年再轉投乙組班霸港燈，1985年轉會荃灣，至1988年掛靴。
蔡育瑜退役後，曾擔任荃灣、花花教練，以及快譯通足球隊領隊。他亦曾經是香港足球代表隊主力，司職中堅。

## 個人榮譽
香港足球明星選舉 三次，(1978-79、1979-80、1980-81季度)

## 趣事
2004年(猴年)，蔡育瑜於TVB一體育節目的賀年送金猴環節中，和曾偉忠先後誤將「金猴」讀成「鳩猴」，二人在12年後，即2016年(猴年)，於nowTV讀出「正音」。

## 爭議
蔡育瑜雖然是香港資深的足球評述員，但他的評述表現多次引起球迷不滿。包括偏幫自己喜愛的球隊曼聯及針對與曼聯敵對的球隊。其中在2016年，他評述英超阿仙奴對車路士的賽事中，被指多次針對阿仙奴球員而引起阿仙奴球迷不滿。

## 家庭
已婚，其中一名兒子有學習問題，曾經就讀觀塘展亮技能發展中心。

## 資料來源
- 南華92/93邀請隊──眾星回顧（页面存档备份，存于）